# Леніногорськ (Татарстан)
Леніногóрськ (тат. Лениногорск) — місто в Татарстані. Адміністративний центр Леніногорського району .
Утворює муніципальне утворення місто Леніногорськ зі статусом міського поселення, як єдиний населений пункт у його складі.
Промисловий та культурний центр республіки, що входить до територіально-виробничого комплексу Південно-Східної економічної зони . Третє місто поліцентричної Альметьєвської агломерації. Місто неодноразово удостоєне звання одного з найупорядкованіших міст РРФСР та Росії .